# Epalpus lativittus
Epalpus lativittus là một loài ruồi trong họ Tachinidae.